# Жёф
Жёф (фр. Jœuf) — коммуна во французском департаменте Мёрт и Мозель, региона Лотарингия. Относится к кантону Брие.

## География
Город находится в 30 километрах от Люксембурга, 42 километрах от границ Германии и в 18 км от Меца, на реке Орна.

## Демография
Население коммуны на 2010 год составляло 6829 человек.
| 1962   | 1968   | 1975   | 1982 | 1990 | 1999 | 2010 |
| ------ | ------ | ------ | ---- | ---- | ---- | ---- |
| 12 588 | 12 305 | 10 649 | 9016 | 7875 | 7449 | 6829 |

## Известные уроженцы
- Мише́ль Франсуа́ Платини́ — выдающийся французский футболист, тренер и спортивный функционер, президент УЕФА.